# Italienische Militärjustiz

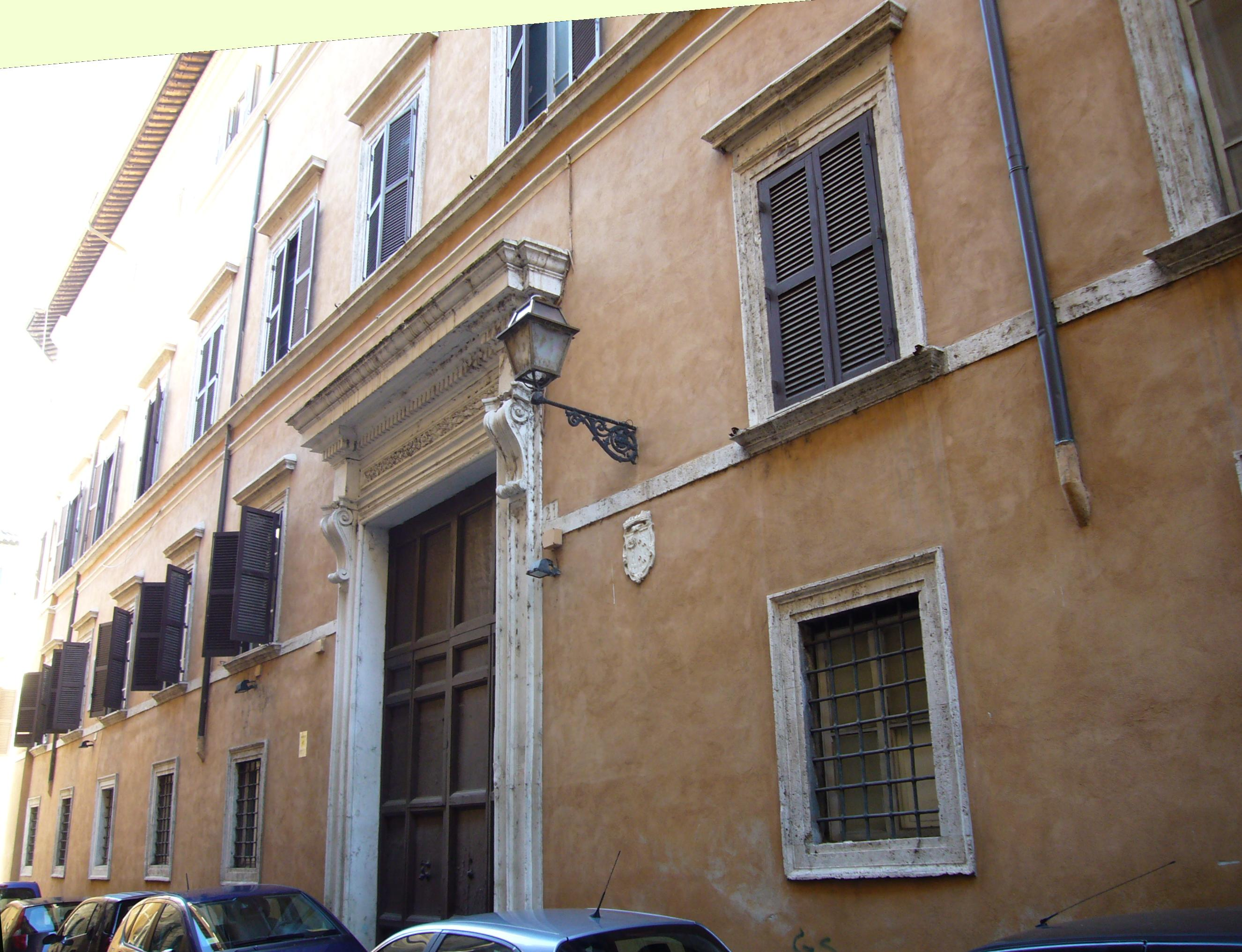
Palazzo Cesi – Sitz der Allgemeinen Militäranwaltschaft (Uffici giudiziari militari superiori)

Die italienische Militärjustiz ist Teil der italienischen Streitkräfte.

## Zuständigkeit und Organisation
Die Militärgerichte Italiens üben die Strafgerichtsbarkeit über Soldaten der Streitkräfte einschließlich der Polizeitruppen mit Kombattantenstatus aus. Rechtliche Grundlagen sind vor allem die beiden Militärstrafgesetzbücher für Friedens- und Kriegszeiten von 1941, welche im Lauf der Zeit mehrfach novelliert wurden. Neben der Bestimmung von Voraussetzungen und Rechtsfolgen strafbaren Handelns umfassen sie auch die Militärstrafprozessordnung.
Organisatorisch gehört die italienische Militärgerichtsbarkeit unmittelbar zum Geschäftsbereich des Verteidigungsministeriums in Rom. Militärrichter und Staatsanwälte sind jedoch in Ausübung ihres Amtes unabhängig und unterstehen in diesem Zusammenhang nur ihrem Selbstverwaltungsorgan Consiglio della Magistratura Militare. In dieser Hinsicht entspricht die militärische der zivilen Gerichtsverfassung (Consiglio Superiore della Magistratura).
Erstinstanzlich gibt es seit einer Reform im Jahr 2008 nur noch drei Militärgerichte in Verona, Rom und Neapel, die Instanz darüber bildet das militärische Appellationsgericht in Rom. Das zivile Oberste Kassationsgericht in Rom kann Urteile dann noch auf Rechtsfehler prüfen. Bei allen drei Instanzen gibt es die dazugehörigen Militärstaatsanwaltschaften beziehungsweise Generalstaatsanwaltschaften. Hinzu kommt das militärische Strafvollstreckungsgericht in Rom.
Die regionale Zuständigkeit der erstinstanzlichen Militärgerichte ist wie folgt:
| Militärgericht | Region                  |
| -------------- | ----------------------- |
| Verona         | Aostatal                |
| Verona         | Piemont                 |
| Verona         | Ligurien                |
| Verona         | Lombardei               |
| Verona         | Trentino-Südtirol       |
| Verona         | Venetien                |
| Verona         | Friaul-Julisch Venetien |
| Verona         | Emilia-Romagna          |
| Rom            | Toskana                 |
| Rom            | Umbrien                 |
| Rom            | Marken                  |
| Rom            | Latium                  |
| Rom            | Abruzzen                |
| Rom            | Sardinien               |
| Neapel         | Molise                  |
| Neapel         | Kampanien               |
| Neapel         | Apulien                 |
| Neapel         | Basilikata              |
| Neapel         | Kalabrien               |
| Neapel         | Sizilien                |

Die Aufgaben der Militärpolizei übernehmen traditionell die Carabinieri. Von den ehemals 13 Militärgefängnissen ist heute nur noch das in Santa Maria Capua Vetere bei Neapel vorhanden, das vom Heer unterhalten wird. Im Militärgefängnis Santa Maria Capua Vetere können auch verurteilte Zivilpolizisten und Beamte anderer Verwaltungen auf eigenen Wunsch ihre Freiheitsstrafe verbüßen.

## Geschichte
Die Geschichte der italienischen Militärjustiz hat ihre Ursprünge in den Militärreformen des Herzogs Emanuel Philibert von Savoyen. Seit 1582 stand ein Generalkriegsauditor dem Militärjustizwesen vor. Letzterem nachgeordnet waren später Divisions- und Regiments-Kriegsgerichte. 1859 wurde dieses System im Zug der Einführung eines Militärstrafgesetzbuches abgeschafft. Stattdessen errichtete man territoriale Militärgerichte, Kriegsgerichte bei mobilisierten Großverbänden und ein letztinstanzliches Oberstes Kriegsgericht. Diese Organisation des Königreiches Sardinien-Piemont wurde 1861 im Zug der Einigung Italiens übernommen. Zu kleineren Änderungen und Umbenennungen kam es 1869 mit den neuen Militärstrafgesetzen für Heer und Marine.
In Friedenszeiten gab es neben dem Obersten Militärgericht in Rom in jedem der meist zwölf Korpsbezirke (Territorialkommandos, Wehrkreise) ein Militärgericht, die Marine unterhielt zeitweise bei ihren Küstenabschnittskommando jeweils ein eigenes Marinegericht. Von 1981 bis 2007 gab es einheitliche Militärgerichte erster Instanz in Turin, Verona, Padua, La Spezia, Rom, Neapel, Bari, Palermo und Cagliari, dazu kam das militärische Appellationsgericht in Rom mit Zweigstellen in Verona und Neapel sowie die militärische Generalstaatsanwaltschaft beim obersten Kassationsgericht. Das Selbstverwaltungsorgan Consiglio della Magistratura Militare wurde 1988 eingeführt. Mit der Ende 2007 eingeleiteten Reform wurde das Militärjustizwesen drastisch verkleinert.
Zu den bedeutendsten Militärgefängnissen zählten in der Vergangenheit die Festungen von Peschiera del Garda und Gaeta sowie Forte Boccea in Rom.